# Obidosus longipalpis
Obidosus longipalpis is een hooiwagen uit de familie Stygnidae. De originele naamcombinatie (protoniem) was Pickeliana longipalpis Roewer, 1943. Een volgende naamrecombinatie werd gepubliceerd als Protimesius longipalpis (Roewer, 1943), maar vervolgens gewijzigd.